# Evert Cornelis Tjaden
Evert Cornelis Tjaden (ca. 1921 – 8 oktober 1972) was een Nederlands burgemeester.
Hij was hoofdcommies bij de provinciale griffie van Zuid-Holland voor hij in juli 1958 benoemd werd tot burgemeester van Wijdewormer, waarvan hij ook secretaris was. Vanaf 6 september 1967 was Tjaden daarnaast waarnemend burgemeester van Jisp. Hij was met ziekteverlof toen hij in 1972 op 51-jarige leeftijd overleed. Hij was getrouwd met Everdina Oterdoom (1922-2016).